# Brdo, Tržič
Brdo je naselje v Občini Tržič.